# باب منهام
باب منهام (انگلیسی: Bob Menham؛ 7 July 1871 – ۱۹۴۵ (۷۳−۷۴ سال)) بازیکن فوتبال بود.
از باشگاه‌هایی که در آن بازی کرده‌است می‌توان به باشگاه فوتبال اورتون اشاره کرد.